# Führerstand

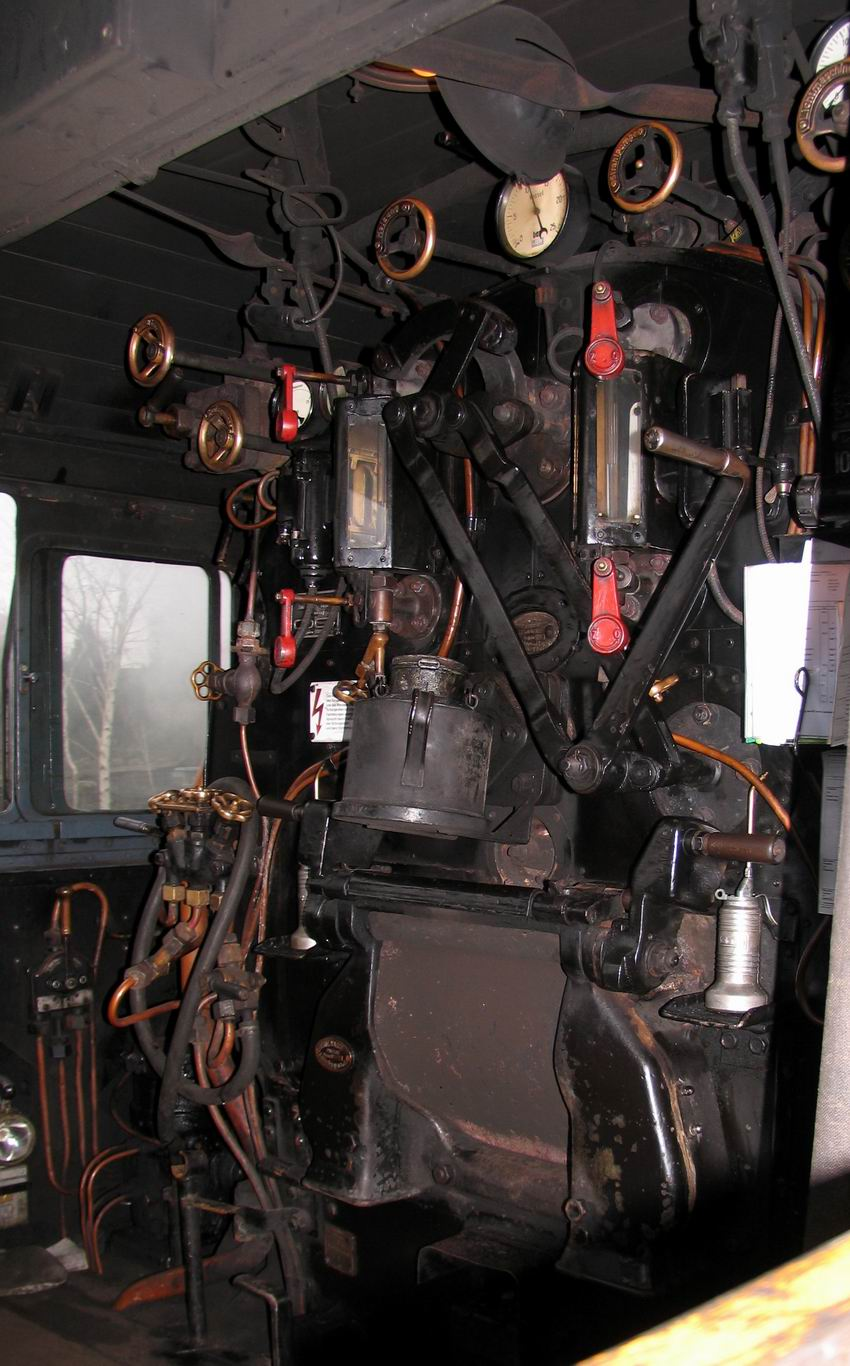
Führerstand einer deutschen Dampflokomotive, Blick auf die Heizerseite. Unten ist die Feuertür zu erkennen, rechts mittig der angeklemmte Buchfahrplan des Lokomotivführers

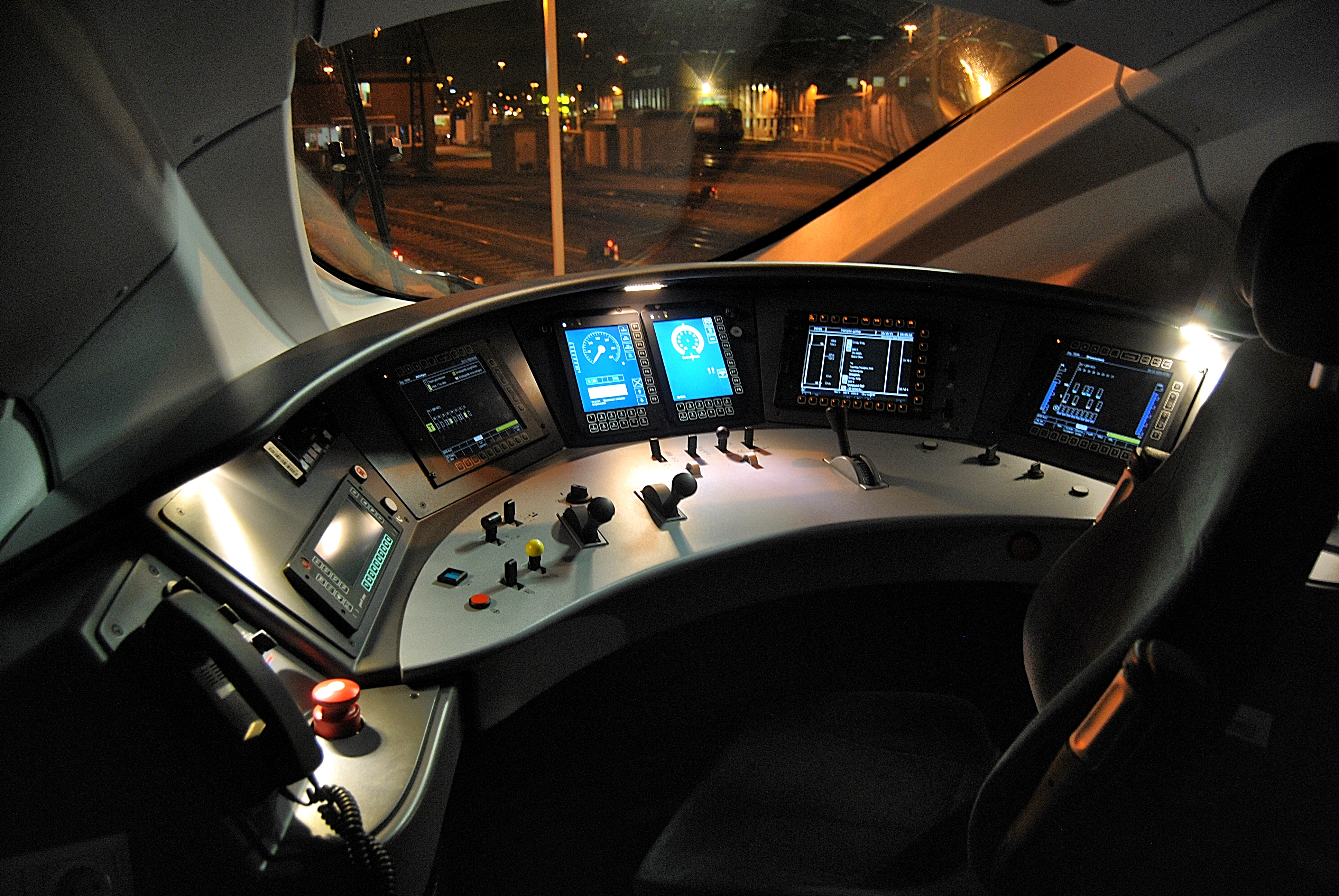
Führerstand eines ICE 3 (Baureihe 407)

Der Führerstand, auch Führerraum oder Fahrerstand genannt, eines Schienenfahrzeugs ist der Arbeitsplatz des Triebfahrzeugführers und eines gegebenenfalls mitfahrenden Triebfahrzeugbegleiters. Vom Führerstand aus erfolgt die Bedienung des Triebfahrzeugs sowie die Beobachtung der Strecke, der Signale und des Zuges. Dementsprechend befinden sich im Führerstand alle zur Bedienung und Überwachung des Triebfahrzeugs erforderlichen Geräte. Er ist häufig ein abgetrennter Raum, der das Triebfahrzeugpersonal vor Witterungseinflüssen, Fahrtwind und Schmutz schützt. Wenn das Personal seinen Dienst sitzend verrichtet, sind die Bedienelemente auf dem Führertisch angeordnet, der auch als Führerpult oder Fahrpult bezeichnet wird.
Bei modernen Lokomotiven und Triebwagen befinden sich die Führerstände bei Zweirichtungsfahrzeugen jeweils an den beiden Fahrzeugenden im Führerraum. Bei Einrichtungsfahrzeugen ist in der Regel nur an einem Ende ein vollausgerüsteter Führerstand vorhanden, während das andere Ende häufig über einen Hilfsführerstand verfügt, der mit den für Rangierfahrten notwendigen Bedienelementen ausgerüstet ist. In Triebwagen ist dieser Hilfsführerstand oft im Fahrgastraum unter einer Abdeckung platziert, die ihn vor unbefugtem Zugriffe schützt.
Bei Dampflokomotiven und Rangierlokomotiven ist der Führerstand im Führerhaus untergebracht. Bei Dampflokomotiven befindet sich das Führerhaus fast immer hinter dem Dampflokomotivkessel, während es bei Rangierlokomotiven oft in der Mitte der Aufbauten angeordnet ist.

## Geschichte
In der Frühzeit der Eisenbahn mussten die Lokpersonale ihre Arbeit völlig ungeschützt im Freien verrichten. Um die Besatzung vor Wetter zu schützen, wurde der Führerstand von Lokomotiven vor allem mit höherer Fahrgeschwindigkeit zunehmend mit einem Dach und Schutzwänden ausgestattet, wie es an dem dokumentierten Umbau etwa der amerikanischen Lokomotive John Bull ersichtlich ist. Dort stattete die Bahngesellschaft den angehängten Schlepptender mit einer Kabine aus und zog deren Dach bis über den Führerstand vor. Bei den schnellfahrenden Crampton-Lokomotiven um 1850 in Europa wurde immerhin schon ein dürftiger Windschirm vor den Führerstand gesetzt.
In Deutschland führte der sächsische Eisenbahndirektor und Schriftsteller Max Maria von Weber den geschlossenen Führerstand ein. Bei der 1896 eröffneten ersten Budapester U-Bahn-Linie mit ihrem ungewöhnlich kleinen Lichtraumprofil wurden die Führerstände direkt über den Drehgestellen positioniert. Dadurch war der Arbeitsplatz des Fahrers aber so niedrig, so dass er dort nicht aufrecht stehen konnte. Aufgrund des gleichfalls sehr geringen Seitenabstands zur Tunnelwand konnte der Führerstand zudem nur durch ein Frontfenster betreten und verlassen werden.
Bis 1950 war man in den Eisenbahndirektionen der deutschsprachigen Länder jedoch noch der Ansicht, dass eine stehende Arbeitshaltung unerlässlich sei, um die Aufmerksamkeit zu erhöhen. Etwa seit den 1920er Jahren wurden die Führerstände im deutschsprachigen Raum mit spartanischen Sitzmöglichkeiten versehen, die jedoch anfangs nur für die Nutzung in Pausen vorgesehen waren. Häufige Berufskrankheiten waren daher neben Rheuma bei den Dampflokführern, die sich zur besseren Sicht aus dem Fenster lehnen mussten, auch abgenutzte Kniegelenke bei den Ellokführern. Das änderte sich – bis auf wenige Ausnahmen – erst mit dem Bau der deutschen Schnelltriebwagen und der Elektrolokomotiven der Baureihe E 18, die erstmals auf das Fahren im Sitzen eingerichtet waren. Inzwischen war es möglich, die Aufmerksamkeit des Lokführers auf technischem Wege über die Sicherheitsfahrschaltung zu unterstützen. Im Gegensatz dazu waren die Führerstände von nordamerikanischen Dampflokomotiven vielfach schon vor 1900 auf sitzende Bedienung durch den Lokführer ausgelegt.
Führerstände von Straßenbahn-Triebwagen sind – im Gegensatz zu früher – heute häufig vom Fahrgastraum abgetrennt, um dem Fahrzeugführer ungeteilte Aufmerksamkeit für seine Tätigkeit zu ermöglichen; jedoch hat der Fahrgast zumeist dennoch Blick auf die Strecke. Bei Trieb- und Steuerwagen von U-, S- und Vollbahnen war bis vor wenigen Jahren der Führerstand völlig vom Fahrgastraum getrennt. Erst seit Ende der 1990er Jahre ist es üblich, den interessierten Fahrgast an der Streckenbeobachtung teilhaben zu lassen; Beispiele sind die InterCity-Steuerwagen sowie ICE-3-Züge der Deutschen Bahn. Bei letzteren kann die Glastrennwand hinter dem Führerstand elektrisch undurchsichtig geschaltet werden, um in bestimmten Situationen den Durchblick zu verhindern (ICE-Lounge).

## Anordnung und Ausstattung

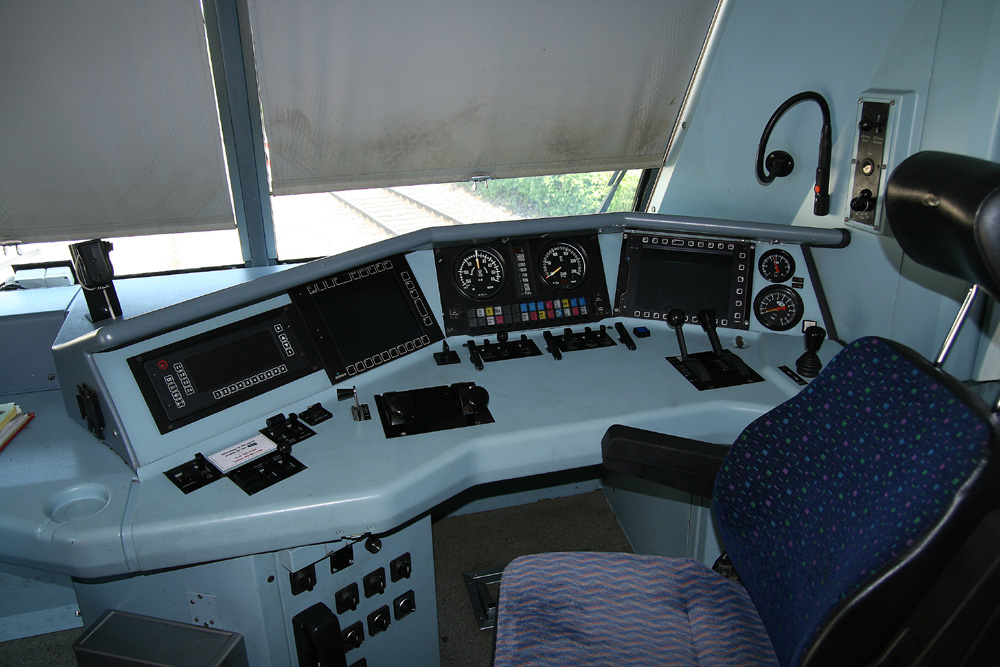
Führerstand mit Führersitz, Führerpult, Fußnische und Stirnfenster

Die Gestaltung moderner Führerständen für Triebfahrzeugführer muss nach ergonomischen und arbeitsmedizinischen Gesichtspunkten erfolgen. Im Geltungsbereich der UIC werden die Anforderungen an Führerstände im UIC-Merkblatt 651 definiert. In Deutschland gilt auch die Norm DIN 5566, Teil 1 bis 3.
Moderne Führerstände sind in der Regel für den Einmannbetrieb konzipiert und so ausgeführt, dass die Bedienung sowohl im Sitzen als auch im Stehen erfolgen kann. Der Platz des Triebfahrzeugführers ist hierfür mittig oder außermittig im Führerstand angeordnet und mit einem in Fahrrichtung ausgerichteten Führersitz ausgestattet. Der gepolsterte Führersitz ist höhen- und neigungsverstellbar und besitzt eine auf die Fahrzeugfederung abgestimmte Federung und Dämpfung.
Die Bedien- und Informationseinrichtungen, die in unmittelbarem Zusammenhang mit den Funktionen Fahren und Bremsen stehen, sind im Führerpult angeordnet. Die Gestaltung des Führerpults sowie die Anordnung und Bauart der Bedien- und Informationseinrichtungen richten sich einerseits nach anthropometrischen Maßen und andererseits nach den dort auszuführenden Tätigkeiten. Unterhalb des Führerpults befindet sich eine Fußnische, die einen Freiraum für Knie und Füße bietet.
Die Stirnfenster müssen so gestaltet sein, dass sie die Streckensicht bei guten Sichtverhältnissen sicherstellen.
Der Einstieg in den Führerraum soll leicht und sicher sein. Beidseitig des Einstiegs sind Griffstangen anzubringen. Die Türklinke an der Außenseite der Einstiegstür befindet sich häufig im unteren Drittel, um sie auch vom Gleis aus erreichen zu können.

## Galerie

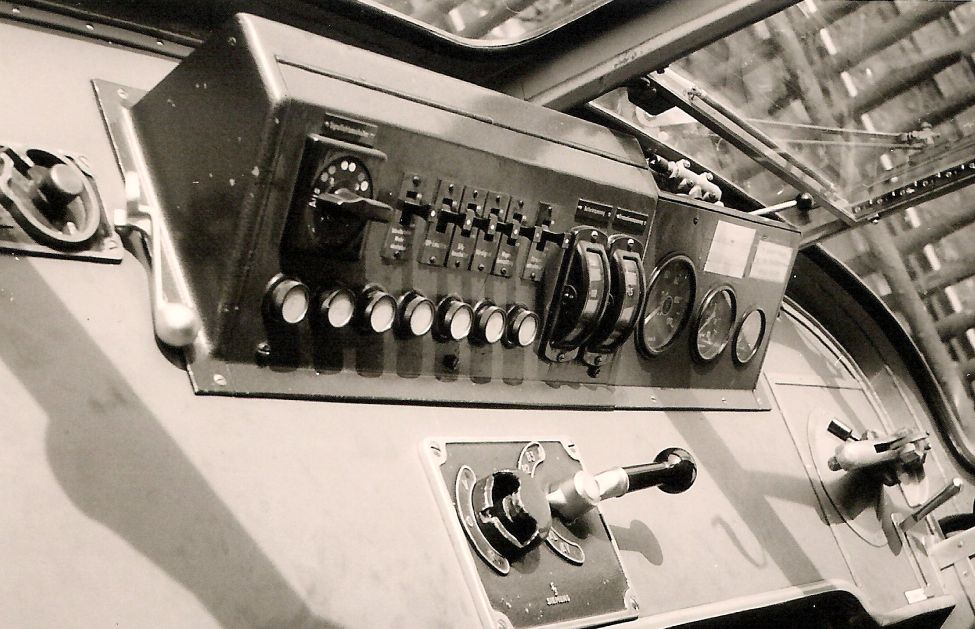
Führerstandspult in einem Triebwagen der Reihe 470 der S-Bahn Hamburg
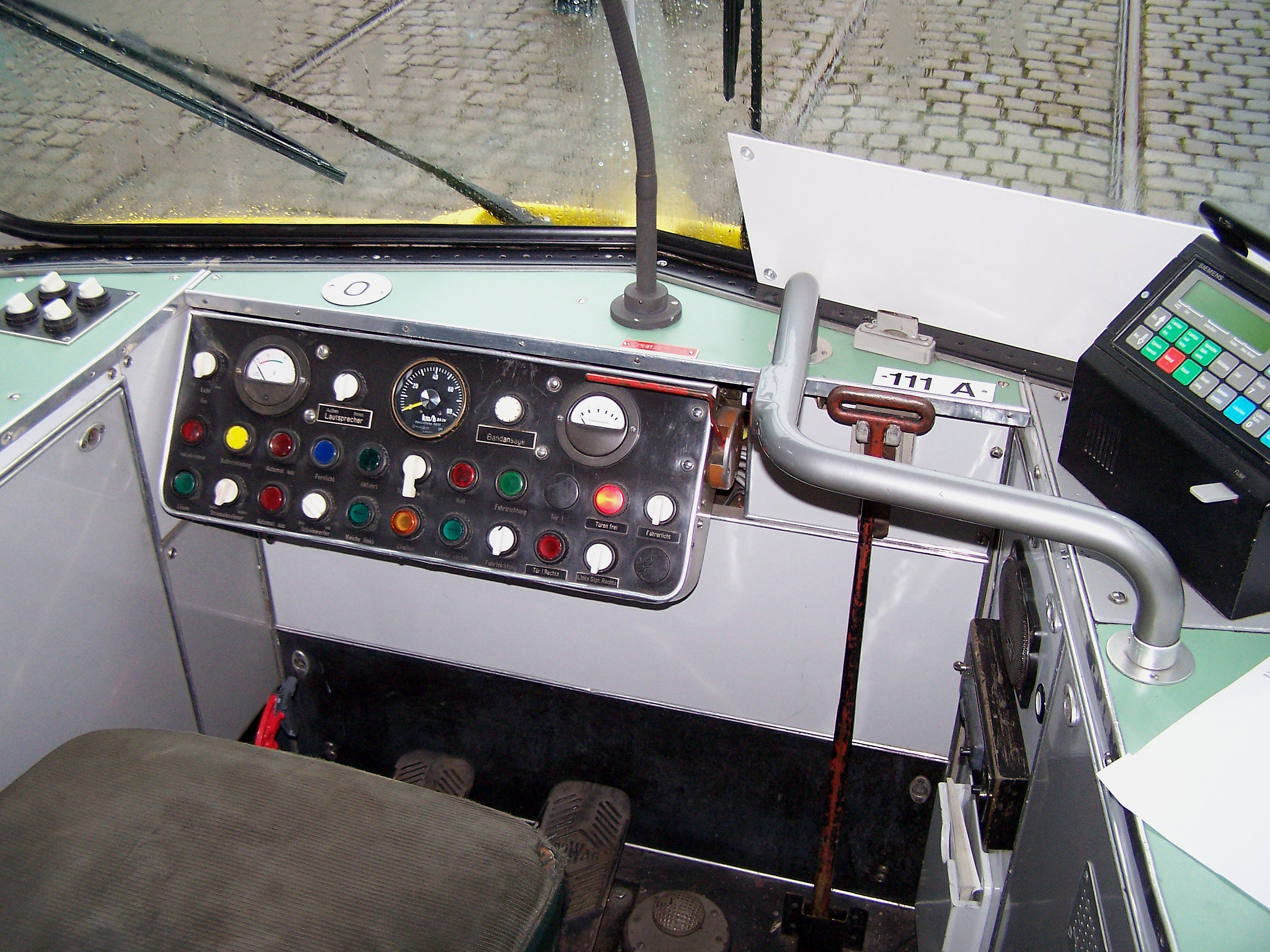
Führerstand A des O-Wagens 111 der Straßenbahn Frankfurt am Main (DUEWAG 1969), typisch für Straßenbahntriebwagen ist das mitgeführte Weichenstelleisen
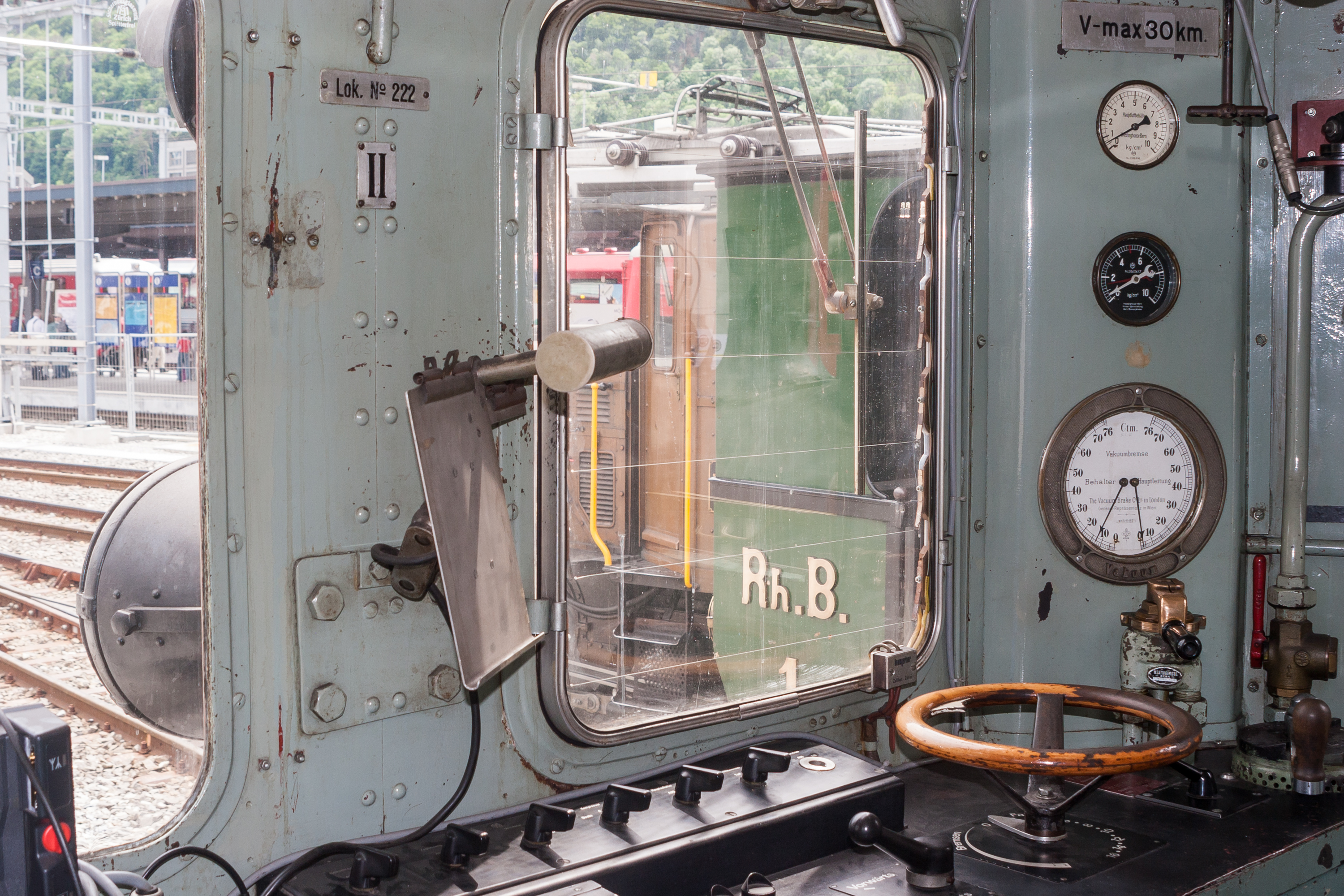
Führerstand der Ge 2/4 222 (Baujahr 1913) der Rhätischen Bahn in der Schweiz
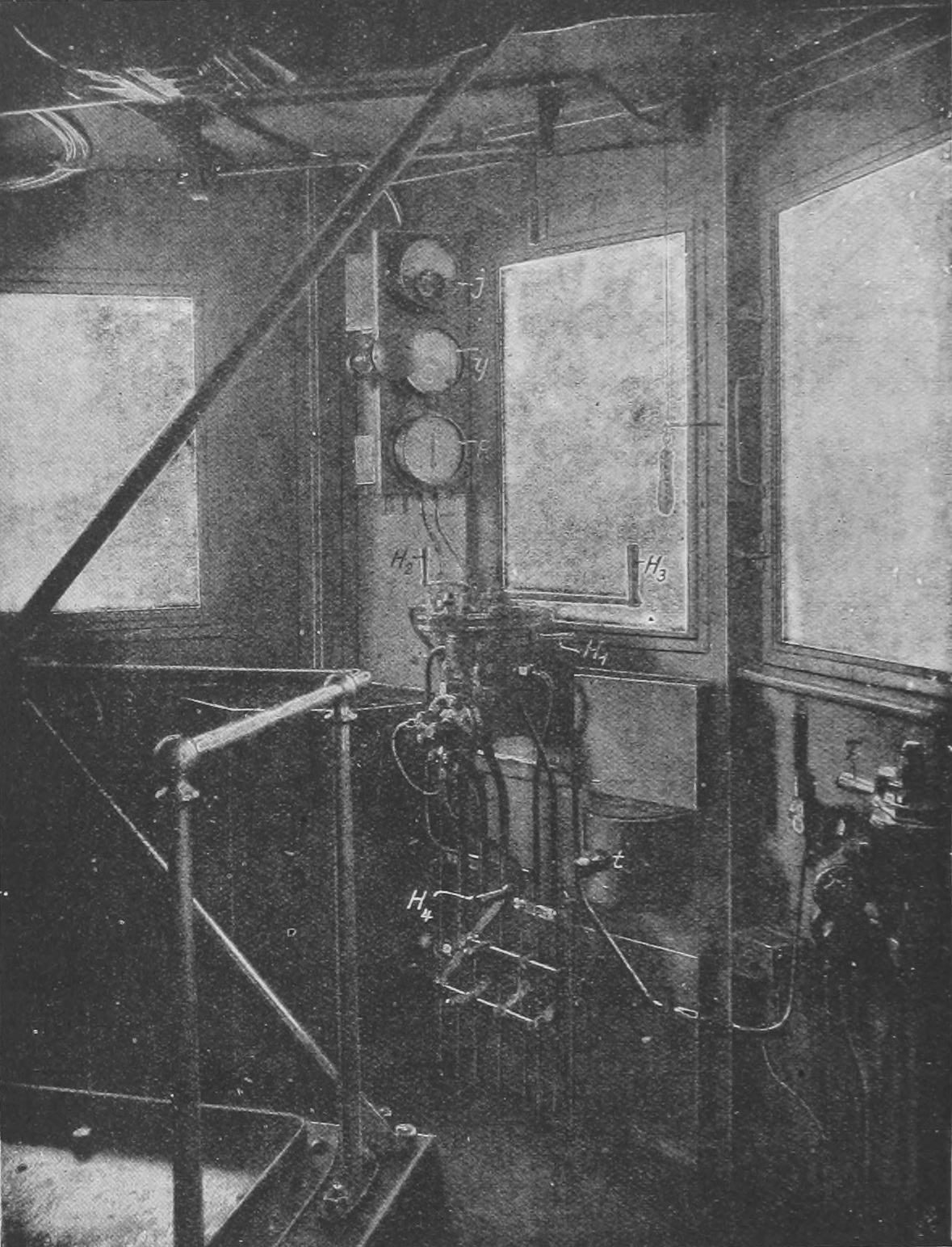
Führerstand der Elektrolokomotive RA 362 der Veltlinbahn, 1904
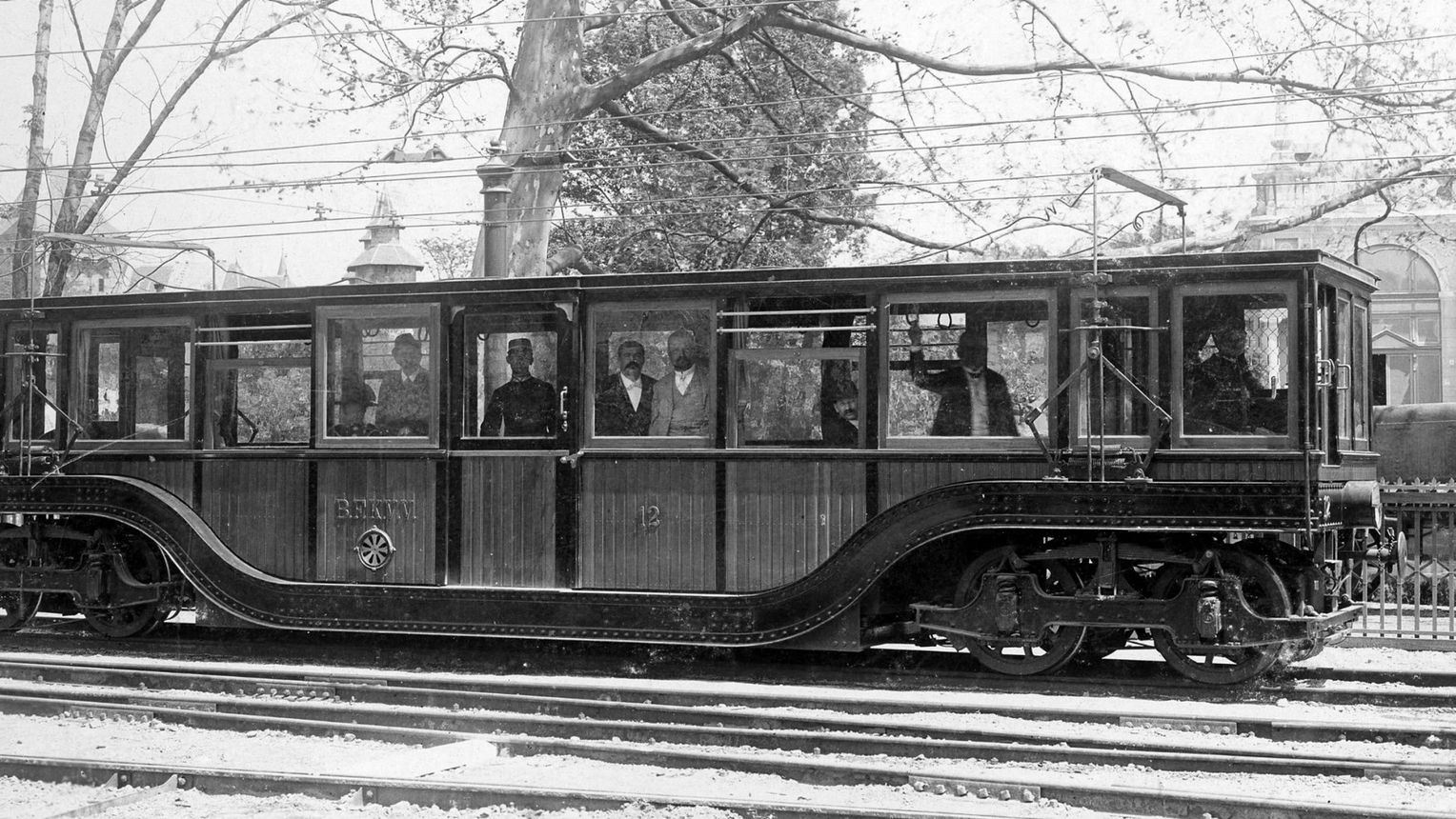
Budapester U-Bahn-Wagen von 1896 mit ungewöhnlich niedrigem Führerstand
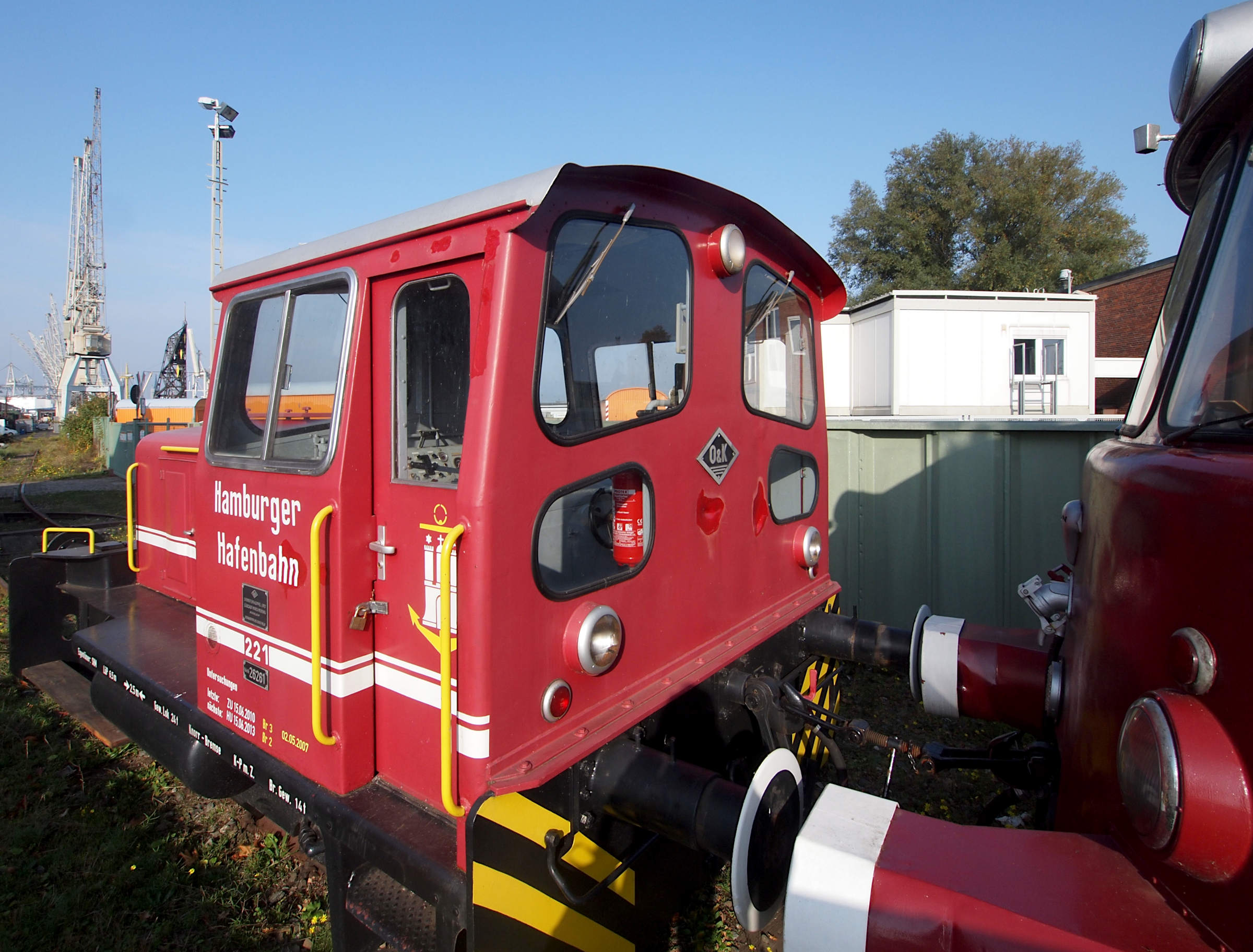
Führerhaus einer Kleinlok, Außenansicht

## Verwandte Themen
- Die Deutsche Bundesbahn standardisierte den so genannten DB-Einheitsführerstand.
- Als Weiterentwicklung davon gilt der in Europa gebräuchliche European Driver’s Desk (EUDD).
- Für Ausbildungszwecke werden Führerstände nachgebaut und mit großen Bildschirmen für Zugsimulationen ausgestattet.
- Bedienelemente einer Dampflokomotive